# Bichon
A bichonok a legrégebben ismert kedvencként tartott kutyafajták, amelyek elsősorban arisztokrata vagy királyi udvarokban éltek. A következő fajták tartoznak a csoportba:
- bolognai pincs (Bichon Bolognese);
- havannai pincs (Bichon Havanese);
- máltai selyemkutya (Bichon Maltese);
- bichon frisé;
- coton de tuléar;
- bolonka cvetna;
- bolonka francuska;
- kis oroszlánkutya (Löwchen).